# Juan Escutia (centrala Mocorito kommun)
Juan Escutia är en ort i Mexiko.   Den ligger i kommunen Mocorito och delstaten Sinaloa, i den västra delen av landet, 1 100 km nordväst om huvudstaden Mexico City. Juan Escutia ligger 55 meter över havet och antalet invånare är 351.
Terrängen runt Juan Escutia är platt åt nordväst, men åt sydost är den kuperad. Runt Juan Escutia är det ganska glesbefolkat, med 42 invånare per kvadratkilometer. Närmaste större samhälle är Adolfo López Mateos, 19,5 km söder om Juan Escutia. Omgivningarna runt Juan Escutia är en mosaik av jordbruksmark och naturlig växtlighet.